# Góry Królowej Maud
Góry Królowej Maud (ang. Queen Maud Mountains, nor. Dronning Mauds Fjell) – pasmo górskie w Górach Transantarktycznych w Antarktydzie Wschodniej.

## Nazwa
Nazwany przez Roalda Amundsena (1872–1928) na cześć norweskiej królowej – Maud (1869–1938) . 

## Geografia
Góry Królowej Maud tworzą pasmo górskie w Górach Transantarktycznych w Antarktydzie Wschodniej , pomiędzy Lodowcem Beardmore’a a Reedy Glacier . Zajmują obszar między Morzem Rossa (Lodowcem Szelfowym Rossa)  a Płaskowyżem Polarnym , rozciągając się na przestrzeni 400 km.
W górach wyróżnia się m.in. następujące pasma i grzbiety: Barton Mountains , Bush Mountains , Gothic Mountains , Hays Mountains , Herbert Range , Hughes Range , La Gorce Mountains , Prince Olav Mountains , Quarles Range  i Tapley Mountains . 
Pasmo zbudowane jest ze skał osadowych i krystalicznych . W górach odkryto pokaźne złoża węgla kamiennego . Znaleziono tu również skrzemieniałe drewno z okresu permu oraz skamieniałości archeocjatyd – jednych z najstarszych odkrytych form życia na ziemi.
Od strony kontynentu góry pokryte są śniegiem i lodem do wysokości ok. 3000 m n.p.m.  Występuje tu wiele lodowców, m.in.:
- Barrett Glacier
- Liv Glacier
- Strom Glacier
- Lodowiec Axela Heiberga
- Lodowiec Amundsena
- Lodowiec Scotta
- Leverett Glacier
- Reedy Glacier

Kilka szczytów wznosi się powyżej 4000 m n.p.m. , a wiele powyżej 3000 m n.p.m. Najwyższym szczytem jest Góra Kaplana o wysokości 4320 m n.p.m.  

## Historia
Szczyty nad Lodowcem Beardmore’a na zachodnim krańcu Gór Królowej Maud widziały ekspedycje Ernesta Shackletona (1874–1922) w latach 1907–1909 i Roberta F. Scotta (1868–1912) w latach 1910–1913 . Same góry zostały odkryte w listopadzie 1911 roku przez wyprawę pod dowództwem Roalda Amundsena (1872–1928) . 
Zostały zmapowane przez amerykańskie ekspedycje Richarda Byrda (1888–1957) w latach 30 i 40. XX wieku oraz przez wyprawy w ramach United States Antarctic Program i New Zealand Antarctic Research Programme w okresie od lat 50. do lat 70. XX wieku .